# Abdullahi Shehu
Shehu Abdullahi (Cano, 12 de março de 1993) é um futebolista profissional nigeriano que atua como meia, atualmente defende o Anorthosis.

## Carreira
Shehu Abdullahi fez parte do elenco da Seleção Nigeriana de Futebol nas Olimpíadas de 2016.